# 6271 Farmer
A 6271 Farmer (ideiglenes jelöléssel 1991 NF) egy kisbolygó a Naprendszerben. Eleanor F. Helin fedezte fel 1991. július 9-én.